# Павліха Іван Васильович
Іва́н Васи́льович Павлі́ха (22 вересня 1938 с. Королі Нові, Білгорайського повіту Люблінського воєводства, Польща — 1 липня 2015, Нью-Йорк, США) — український поет-гуморист, громадський діяч.
Обирався депутатом Калуської міської ради першого демократичного скликання у 1990—1994 роках.
Голова Калуського міськрайонного об'єднання Всеукраїнського товариства «Просвіта» імені Тараса Шевченка з 2000 року.
Член Національної спілки письменників України з 6.06.2000 року.
Працював педагогом, очолював літстудію міста Калуша.
Нагороджений медаллю «Будівничий України».
Іван Павліха знайшов вічний спочинок у Нью-Йорку, де живуть його діти. Калушанин хворів, переніс три операції. 1 липня 2015 року поета не стало.

## Життєпис
Іван Павліха народився 1938 року на Холмщині (тепер територія Польщі), та по закінченню Другої світової війни сім'ю українського хлібороба було вивезено до України — в часі спецоперації «Вісла».
Середню освіту Іван Павліха здобув в містечку Бібрка, що на Львівщині. Одержавши атестат зрілості у 1957 році, Іван Павліха подав документи для вступу на географічний факультет, бо з усіх шкільних дисциплін найбільше любив географію. Не вступив.
Восени пішов на військову службу. Служив у Естонії на острові Наргін. Віршував у армії російською мовою та друкувався в газетах Прибалтійського військового округу. Вищу освіту отримав у Львівському університеті імені Івана Франка (1961—1966), філологічний факультет, де приятелював з Романом Кудликом, Романом Лубківським, Романом Качурівським, Богданом Стельмахом. Вчителював після служби в армії та був директором школи в селі Нижня Яблунька, що у Турківському районі Львівської області.
З 1974 року перебирається до Калуша, працює викладачем ВПУ-7. Іван Васильович довший час очолював літературну студію «Карпатські акорди» (пізніше «Підгір 'я»). Автор численних поетичних і гумористично-сатиричних публікацій в республіканських періодичних виданнях і колективних збірниках. Друкувався у газетах «Радянська освіта», «Робітнича газета», «Літературна Україна». 1979 року калуська міськрайонна газета «Зоря Прикарпаття» надрукувала вінок сонетів Івана Павліха «Вершить Калуш дійсність величаву».
У 1980 року «Літературна Україна» опублікувала статтю Іван Павліха «Нам треба голосу Тараса!». Згодом цю статтю передало радіо «Свобода». У калуському КДБ забили на сполох. Покликали автора на відверту розмову. Радили написати спростування. Іван Павліха відмовився писати спростування.
Став лауреатом поетичного конкурсу серед вчителів України у 1987 році.
У 2013 році Іван Павліха був нагорооджений премією обласної організації Всеукраїнського товариства «Просвіта» імені Тараса Шевченка імені Марійки Підгірянки за останню свою книгу «Дві копи не снопів, а со?..нетів».

## Доробок
Хоча література захоплювала Івана Павліху ще з юначих часів, та став він знаним уже в зрілому віці, друкуючись в місцевій періодиці.
Пізніше Іван Васильович видав збірки гумору й сатири:
- «Квіти для зава» (Київ, «Радянський письменник» 1991 р.);
- «Гечі-печі поза плечі» (Дрогобич, видавництво «Відродження», 1977 року);[4]
- «Під Карпатами місто» (Калуш, «Акцент» 2005 р.);
- «Дві копи не снопів, а со?..нетів» (Івано-Франківськ, «Наір» 2013 р.).[3]
- «Коли сонет і різка і кларнет» (2013 р.)[5]

Добірку поезій Івана Павліхи з гумористичного циклу «Езопівські вправи»:
- «Гучномовець»[6]
- «Боротьба за владу»[7]
- «Український злодій в Америці»[8]
- «„Бе-е“ і „Му-у“»[9]
- «Перевірка»[10]
- «Лукаш і Мавка»[11]
- «Лялька-неваляйка»[12]
- «Перефарбований лис»[13]
- «Черви на асфальті»[14]
- «Автомобіліст і вершник»[15]
- «В саду червивих яблук»[16]
- «Ні се, ні те»[17]

Добірку поезій Івана Павліхи з циклу «Нью-Йорк очима калушанина»:
- «Вітер з океану»[18]
- «Метелик над океаном»[19]
- «Діалог зі статуєю Свободи на відстані»[20]
- «Острівчик українства»[21]
- «Повернення»[22]
- «Шкода, що я не москаль…»[23]
- «До американських українців „третьої“ і „четвертої“ хвиль еміграції»[24]
- «Черешневий парадокс»[25]
- «Вечірній Бродвей»[26]